# 谷山市
谷山市（たにやまし）は、かつて鹿児島県中部に存在した市。1965年時点の人口は42,683人、面積は97.65Km2。
1889年の町村制施行に伴い谷山郷（外城）の区域より谿山郡谷山村として発足し、1924年に町制施行し鹿児島郡谷山町となり、1957年に谷山町が単独で市制施行し谷山市となったが、1967年4月29日に鹿児島市と新設合併し、新制鹿児島市となり消滅した。
町村制施行直後の1889年12月31日の市区町村現住人口では谷山村の人口は24,248名であり、当時の全国の市町村では神奈川県三浦郡横須賀町（現在の横須賀市）に次いで50番目、千葉県の県庁所在地である千葉県千葉郡千葉町（52位、現千葉市）より上位であった。村としては大阪府西成郡難波村（現在の大阪市の一部）に次いで2番目に人口が多い村であり、日本全国の三大村の一つと称されていた。

## 地理
旧鹿児島市の南方に隣接し、東経130度26分から130度32分、北緯31度27分から31度26分の間に位置していた。北に鹿児島市、松元町、西に吹上町、金峰町、南に川辺町、知覧町、喜入町、なお指宿市とも近接し、東は鹿児島湾に面し海を隔て桜島、大隅半島と相対し、海岸線は鹿児島港と連なり、旧鹿児島市と共に鹿児島県九州部分のほぼ中央に位置している。
- 東部に錦江湾を臨む。
- 山地と錦江湾に挟まれた南北に細長い低地に市街地が開ける。
- 市中心部は鹿児島市街へ程近い。
- 市内にある主な山：烏帽子岳 (522m)、権現ヶ尾 (485m)
- 島：七ツ島

### 気候
谷山市の気候は温暖で多雨の太平洋側気候を呈しており、年平均気温は18.3℃であり寒暖の差が少ない。五ケ別府町や錫山台地では霜が強く、11月中旬から3月の下旬にかけて霜が降りる。以下は谷山市に所在していた日本専売公社鹿児島たばこ試験場付近の気候である。
| 日本専売公社鹿児島たばこ試験場(1933-1965)の気候 | 日本専売公社鹿児島たばこ試験場(1933-1965)の気候 | 日本専売公社鹿児島たばこ試験場(1933-1965)の気候 | 日本専売公社鹿児島たばこ試験場(1933-1965)の気候 | 日本専売公社鹿児島たばこ試験場(1933-1965)の気候 | 日本専売公社鹿児島たばこ試験場(1933-1965)の気候 | 日本専売公社鹿児島たばこ試験場(1933-1965)の気候 | 日本専売公社鹿児島たばこ試験場(1933-1965)の気候 | 日本専売公社鹿児島たばこ試験場(1933-1965)の気候 | 日本専売公社鹿児島たばこ試験場(1933-1965)の気候 | 日本専売公社鹿児島たばこ試験場(1933-1965)の気候 | 日本専売公社鹿児島たばこ試験場(1933-1965)の気候 | 日本専売公社鹿児島たばこ試験場(1933-1965)の気候 | 日本専売公社鹿児島たばこ試験場(1933-1965)の気候 |
| 月                                              | 1月                                             | 2月                                             | 3月                                             | 4月                                             | 5月                                             | 6月                                             | 7月                                             | 8月                                             | 9月                                             | 10月                                            | 11月                                            | 12月                                            | 年                                              |
| ----------------------------------------------- | ----------------------------------------------- | ----------------------------------------------- | ----------------------------------------------- | ----------------------------------------------- | ----------------------------------------------- | ----------------------------------------------- | ----------------------------------------------- | ----------------------------------------------- | ----------------------------------------------- | ----------------------------------------------- | ----------------------------------------------- | ----------------------------------------------- | ----------------------------------------------- |
| 平均最高気温 °C （°F）                          | 12.1 (53.8)                                     | 13.3 (55.9)                                     | 16.4 (61.5)                                     | 20.8 (69.4)                                     | 24.4 (75.9)                                     | 27.1 (80.8)                                     | 31.1 (88)                                       | 34.7 (94.5)                                     | 28.9 (84)                                       | 25.0 (77)                                       | 19.8 (67.6)                                     | 15.1 (59.2)                                     | 22.4 (72.3)                                     |
| 日平均気温 °C （°F）                            | 7.1 (44.8)                                      | 8.6 (47.5)                                      | 12.1 (53.8)                                     | 17.1 (62.8)                                     | 21.0 (69.8)                                     | 24.0 (75.2)                                     | 28.2 (82.8)                                     | 28.7 (83.7)                                     | 26.1 (79)                                       | 21.0 (69.8)                                     | 15.5 (59.9)                                     | 10.4 (50.7)                                     | 18.3 (64.9)                                     |
| 平均最低気温 °C （°F）                          | 2.1 (35.8)                                      | 3.1 (37.6)                                      | 5.8 (42.4)                                      | 10.5 (50.9)                                     | 14.6 (58.3)                                     | 19.1 (66.4)                                     | 23.8 (74.8)                                     | 23.6 (74.5)                                     | 20.5 (68.9)                                     | 14.2 (57.6)                                     | 9.3 (48.7)                                      | 4.7 (40.5)                                      | 12.6 (54.7)                                     |
| 降水量 mm （inch）                              | 102.2 (4.024)                                   | 125.7 (4.949)                                   | 155.0 (6.102)                                   | 302.3 (11.902)                                  | 267.0 (10.512)                                  | 443.5 (17.461)                                  | 319.0 (12.559)                                  | 242.0 (9.528)                                   | 221.7 (8.728)                                   | 131.0 (5.157)                                   | 102.1 (4.02)                                    | 86.0 (3.386)                                    | 2,498.4 (98.362)                                |
| 平均月間日照時間                                | 112.7                                           | 119.5                                           | 151.1                                           | 149.8                                           | 145.6                                           | 113.5                                           | 165.5                                           | 186.7                                           | 157.2                                           | 165.9                                           | 141.1                                           | 130.0                                           | 1,738.6                                         |
| 出典：谷山市誌                                  |                                                 |                                                 |                                                 |                                                 |                                                 |                                                 |                                                 |                                                 |                                                 |                                                 |                                                 |                                                 |                                                 |

## 町・字名
1889年の町村制施行の際に谷山村を構成した江戸期の村はそれぞれ大字となり、上福元、下福元、塩屋、和田、中、山田、五ケ別府、平川の8大字から構成された。これらの大字は1957年の市制施行時に町となり、1967年の鹿児島市合併時の谷山市は上福元町、下福元町、塩屋町（鹿児島市合併時に谷山塩屋町に改称）、和田町、中町（鹿児島市合併時に中山町に改称）、山田町、五ケ別府町、平川町の8町から構成されていた。
それらは現在の鹿児島市魚見町、小原町、上福元町、希望ケ丘町、皇徳寺台、五ケ別府町、小松原、桜ケ丘、自由ケ丘、清和、中山、中山町、東開町、東谷山、星ヶ峯、山田町、卸本町、錦江台、慈眼寺町、下福元町、谷山港、谷山中央、七ツ島、南栄、西谷山、平川町、和田、坂之上、光山がそれに当たる。

## 沿革

1889年の市制町村制施行時の現在の鹿児島市域にあたる自治体の地図。谷山村の区域は町制、市制した後も鹿児島市編入まで変更なしでこの区域のままであった

### 江戸時代
谷山市の区域は江戸期には谷山郷（外城）の区域であり、薩摩国谿山郡に属していた。谷山郷には上福元村、下福元村、中村、平川村、和田村、五ケ別府村、宇宿村、山田村、塩屋村の9村が属しており、「三国名勝図会」や「薩摩国郷村石附帳」によると伊佐智佐郷と山田郷が合併し谷山郷として成立したとされる。谷山郷は薩摩藩の直轄領であった。
谷山郷の地頭仮屋は上福元村に置かれ、地頭及び年寄、横目、書役、郡見廻などが執務を行っていた。
明治4年には廃藩置県が行われ、谷山郷の区域は鹿児島県に属した。また、宇宿村（現在の鹿児島市宇宿）が谷山郷から鹿児島郡鹿児島近在のうちに所属が変更となった

### 近代

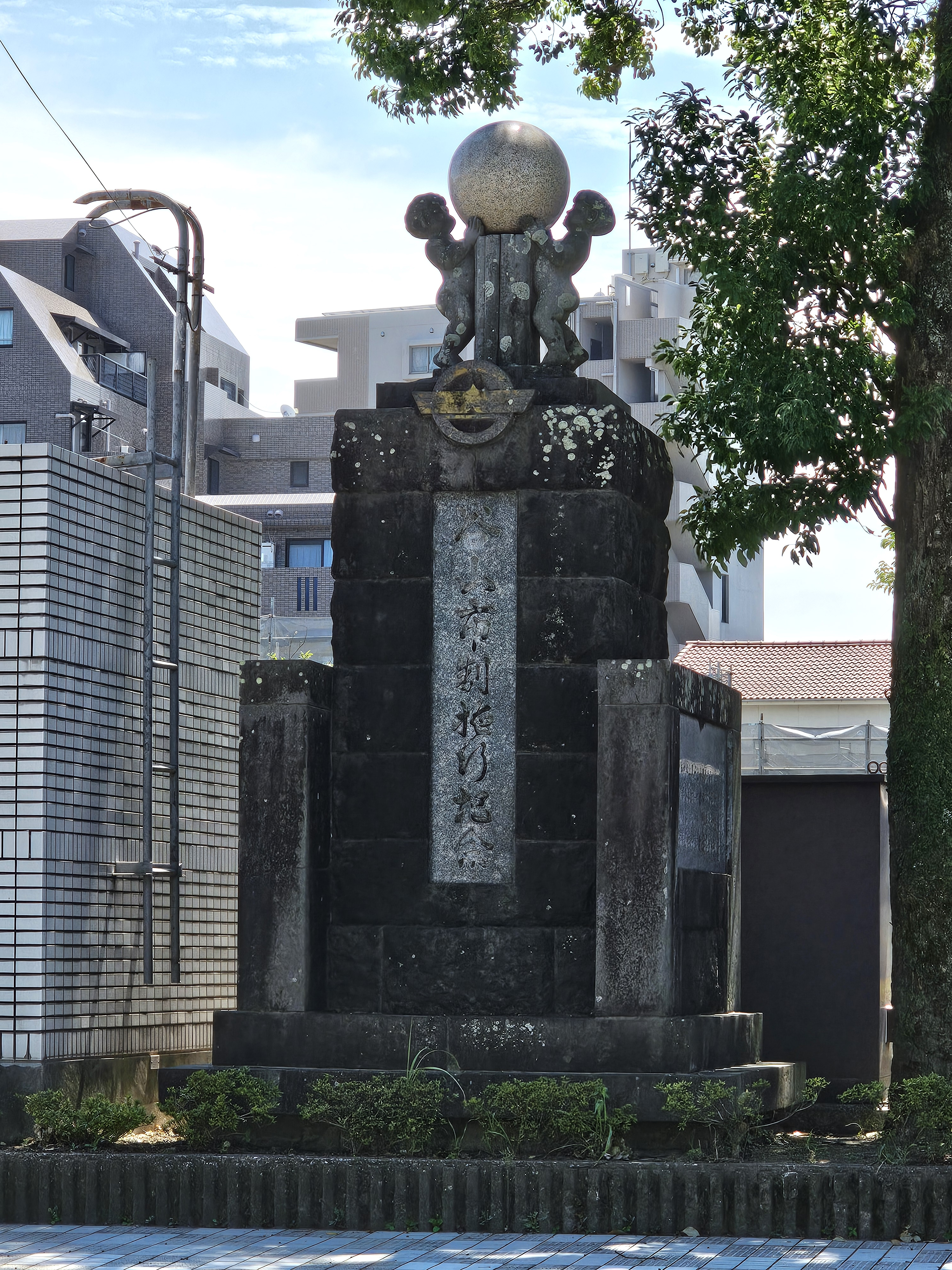
谷山市制施行記念碑。鹿児島市役所谷山支所（かつての谷山市役所）に設置されている。2024年撮影。

1889年（明治22年）に町村制が施行され、薩摩国谿山郡谷山郷の区域をもって谷山村が設置された。同年12月31日の市区町村現住人口では谷山村の人口は24,248名であり、当時の全国の市町村では神奈川県横須賀町に次いで50番目、村としては大阪府西成郡難波村（現在の大阪市の一部）に次いで2番目に人口が多い村であり、日本全国の三大村の一つと称されていた。1897年（明治30年）4月1日に鹿兒島縣下國界竝郡界變更及郡廢置法律（明治29年法律第55号）が施行され、谿山郡は鹿児島郡及び北大隅郡（桜島の全域）と合併し鹿児島郡となった。
1924年（大正13年）に谷山村が町制施行し、鹿児島郡谷山町となり、1957年（昭和32年）には市制施行し谷山市となった。
1967年（昭和42年）に鹿児島市と新設合併し、新制の鹿児島市となったのに伴い、自治体としての谷山市は消滅した。

### 年表
- 1889年（明治22年）4月1日 - 町村制施行に伴い谿山郡谷山郷の区域より、谷山村が発足。
- 1897年（明治30年）4月1日 - 谿山郡が鹿児島郡と統合され、谷山村が鹿児島郡の所属となる[8]。
- 1924年（大正13年）9月1日 - 谷山村が町制施行し、鹿児島郡谷山町となる。
- 1957年（昭和32年）10月1日 - 谷山町が市制施行し谷山市となる。
- 1962年（昭和37年）- ボーリングにより永田川下流に温泉湧く
- 1963年（昭和38年）- 谷山福祉会館竣工する　錫山鉱山炭鉱試錐
- 1964年（昭和39年）- 谷山消防署竣工
- 1965年（昭和40年） - 谷山鹿児島合併協議会発足
- 1966年（昭和41年）6月23日 - 谷山市議会合併を決議する
- 1967年（昭和42年）4月29日 - 鹿児島市と新設合併し、新制の鹿児島市となる（この際中町が中山町、塩屋町が谷山塩屋町となった）。

## 行政
- 市長：川元浩（1962年7月 - 1967年4月28日）

### 歴代村長・町長
歴代の谷山村長、町長、市長を記載する。表記は『谷山市史』の記述に基づく。
| 代                 | 氏名       | 就任期間                  |
| ------------------ | ---------- | ------------------------- |
| 初代村長           | 伊地知季治 | 1889年6月 - 1897年6月     |
| 二代村長           | 佐藤清真   | 1897年6月 - 1909年6月     |
| 三代村長           | 佐藤清光   | 1909年6月 - 1924年6月     |
| 四代村長・初代町長 | 松元仁市郎 | 1924年7月 - 1937年7月     |
| 二代町長           | 伊地知栄二 | 1937年7月 - 1941年10月    |
| 三代町長           | 伊地知四郎 | 1941年10月 - 1946年3月    |
| 四代町長           | 松元仁市郎 | 1947年4月 - 1951年3月     |
| 五代町長・初代市長 | 桑鶴実     | 1951年4月 - 1962年10月    |
| 二代市長           | 川元浩     | 1962年4月 - 1967年4月28日 |

### 機構
- 総務課（庶務係、財務係、管財係、人事係）
- 市民課（戸籍係、市民係）
- 税務課（課税係、徴税係）
- 保健衛生課（事務係、保険税係、衛生係）
- 経済課（経済振興係、商工水産係、林務係、農業土木係、農産指導係、畜産係、市場係）
- 建設課（土木係、建築係、都市計画係、都市計画事務係）
- 水道課（業務係、公務係）
- 福祉事務所（社会係、援護係、国民年金係）

### 出張所
- 五ケ別府出張所
- 山田出張所
- 中出張所
- 福平出張所
- 平川出張所
- 錫山出張所

### 警察
1948年（昭和23年）に自治体警察としての谷山町警察が設置されたが、1954年（昭和29年）の新警察法発布に伴い、鹿児島県警察に統合された。統合後は谷山町（後に谷山市）の区域を管轄とする谷山警察署（現在の鹿児島南警察署）が設置された。
- 鹿児島県警察谷山警察署

### 消防
- 谷山市消防署（鹿児島市合併時に鹿児島市消防局谷山分遣隊となる[10]）

### 郵便
- 谷山郵便局（鹿児島市合併後の1968年（昭和43年）に鹿児島南郵便局に改称）

## 人口・世帯数
以下の人口遷移表は『谷山市史』398頁及び日本帝国人口静態統計. 明治４１年１２月３１日調の記述に基づく。
町村制施行後の1889年12月31日時点では24,248人であり、全国の市町村順位は50位であった。村としては大阪府の難波村に次いで2位であり、千葉県の県庁所在地である千葉町（52位、現千葉市）より上位であった。また、1920年の谷山村の人口は全国の市町村順位で129位であり、山口県の県庁所在地である山口町（現在の山口市、132位）より上位に位置していた。鹿児島県内では鹿児島市（14位）、頴娃村（123位）に次いで3位であった（「1920年時点の人口上位都市」を参照）。
凡例
|  | 人口（人） |  | 世帯数（戸） |

| 年     | 人口   | 人口 | 世帯数 | 世帯数     |
| ------ | ------ | ---- | ------ | ---------- |
| 1889年 | 24,248 |      | -      | データなし |
| 1920年 | 25,986 |      | -      | データなし |
| 1930年 | 28,226 |      | 5,813  |            |
| 1947年 | 30,051 |      | 8,765  |            |
| 1950年 | 40,799 |      | 8,648  |            |
| 1960年 | 38,640 |      | 9,116  |            |
| 1965年 | 42,568 |      | 11,899 |            |

## 地域

### 教育
大学
- 鹿児島経済大学（現在の鹿児島国際大学、下福元町）

短期大学
- 鹿児島工業短期大学（1973年閉校、塩屋町）

高等学校
- 鹿児島県立谷山高等学校（現在の鹿児島県立鹿児島南高等学校、上福元町）
- 鹿児島電子工業高等学校（現在の鹿児島情報高等学校、上福元町）
- ラ・サール高等学校（塩屋町）

中学校
- 谷山市立谷山中学校（上福元町）
- 谷山市立谷山北中学校（山田町）
- 谷山市立谷山第二中学校（現在の鹿児島市立和田中学校、和田町）
- 谷山市立福平中学校（平川町）
- 谷山市立錫山中学校（小中併設校、下福元町）
- ラ・サール中学校・高等学校（塩屋町）

小学校
- 谷山市立谷山小学校（上福元町）
- 谷山市立中山小学校（中町）
  - 平治分校（中町、1966年閉校）
- 谷山市立和田小学校（和田町）
- 谷山市立福平小学校（平川町）
  - 火の河原分校（平川町）
- 谷山市立平川小学校（平川町）
- 谷山市立宮川小学校（五ケ別府町）
- 谷山市立錫山小学校（小中併設校、下福元町）

## 交通

### 鉄道
- 日本国有鉄道
  - 指宿枕崎線：谷山駅 - （慈眼寺駅） - 坂之上駅 - 五位野駅 - 平川駅
  - 慈眼寺駅は谷山市消滅後の1988年（昭和63年）に開業している。
- 鹿児島市交通局
  - 谷山線：笹貫停留場 - 上塩屋停留場 - 谷山停留場
- その他、北部を鹿児島本線が通っていたが、市内に駅はなかった。

### 道路
- 一般国道
  - 国道225号
  - 国道226号
- 県道
  - 県道大崎谷山線
  - 県道谷山伊作線
  - 県道谷山知覧線
  - 県道永吉入佐鹿児島線
  - 県道小山田谷山線

## 港湾
- 谷山港

## 出身有名人
合併されるまでに居住経験のあったもののみ記す。
- 是枝恭二（政治運動家）
- 宮崎茂一（政治家）
- 吉田拓郎（シンガーソングライター）
- 西郷輝彦（歌手）
- 島津雅彦（元俳優、紫微斗数推命鑑定士）
- 尾崎晋也（指揮者）